# Hollywood Walk of Fame/Kategorie Fernsehen
Hier finden sich die mit einem Stern der Kategorie Television auf dem Hollywood Walk of Fame ausgezeichneten Künstler.

## A
| Name             | Adresse                  |
| ---------------- | ------------------------ |
| Bud Abbott       | 6740 Hollywood Boulevard |
| Harry Ackerman   | 6661 Hollywood Boulevard |
| Brian Aherne     | 1752 Vine Street         |
| Eddie Albert     | 6441 Hollywood Blvd.     |
| Jack Albertson   | 6253 Hollywood Blvd.     |
| Buzz Aldrin      | Hollywood & Vine St.     |
| Ben Alexander    | 6433 Hollywood Blvd.     |
| Debbie Allen     | 6908 Hollywood Blvd.     |
| Fred Allen       | 7021 Hollywood Blvd.     |
| Gracie Allen     | 6672 Hollywood Blvd.     |
| Steve Allen      | 1720 Vine Street         |
| Tim Allen        | 6834 Hollywood Blvd.     |
| Fran Allison     | 6757 Hollywood Blvd.     |
| Don Ameche       | 6101 Hollywood Blvd.     |
| Gillian Anderson | 6508 Hollywood Blvd.     |
| Michael Ansara   | 6666 Hollywood Blvd.     |
| Army Archerd     | 6927 Hollywood Blvd.     |
| Eve Arden        | 6714 Hollywood Blvd.     |
| Neil Armstrong   | Hollywood & Vine         |
| Desi Arnaz       | 6254 Hollywood Blvd.     |
| James Arness     | 1751 Vine Street         |
| Ed Asner         | 6363 Hollywood Blvd.     |
| Gene Autry       | 6667 Hollywood Blvd.     |

## B
| Name                 | Adresse              |
| -------------------- | -------------------- |
| Jim Backus           | 1735 Vine Street     |
| Jack Bailey          | 6411 Hollywood Blvd. |
| Simon Baker          | 6352 Hollywood Blvd. |
| Alec Baldwin         | 6352 Hollywood Blvd. |
| Lucille Ball         | 6100 Hollywood Blvd. |
| Anne Bancroft        | 6368 Hollywood Blvd. |
| Lynn Bari            | 6323 Hollywood Blvd. |
| Bob Barker           | 6714 Hollywood Blvd. |
| Roseanne Barr        | 6767 Hollywood Blvd. |
| Pepe Barreto         | 6536 Hollywood Blvd. |
| John Drew Barrymore  | 7004 Hollywood Blvd. |
| Billy Barty          | 6922 Hollywood Blvd. |
| Frank C. Baxter      | 6717 Hollywood Blvd. |
| Noah Beery, Jr.      | 7047 Hollywood Blvd. |
| Ralph Bellamy        | 6542 Hollywood Blvd. |
| Donald P. Bellisario | 7080 Hollywood Blvd. |
| John Belushi         | 6355 Hollywood Blvd. |
| Bea Benaderet        | 1611 Vine Street     |
| William Bendix       | 6251 Hollywood Blvd. |
| Jack Benny           | 6370 Hollywood Blvd. |
| John Beradino        | 6801 Hollywood Blvd. |
| Edgar Bergen         | 6425 Hollywood Blvd. |
| Milton Berle         | 6263 Hollywood Blvd. |
| Chris Berman         | 6259 Hollywood Blvd. |
| Valerie Bertinelli   | 6912 Hollywood Blvd. |
| Charles Bickford     | 1620 Vine Street     |
| Big Bird             | 7021 Hollywood Blvd. |
| Ray Bolger           | 6834 Hollywood Blvd. |
| Ward Bond            | 6933 Hollywood Blvd. |
| Pat Boone            | 6268 Hollywood Blvd. |
| Charles Boyer        | 6300 Hollywood Blvd. |
| Eddie Bracken        | 1651 Vine Street     |
| Terry Bradshaw       | 7080 Hollywood Blvd. |
| Eric Braeden         | 7021 Hollywood Bldv. |
| George Brent         | 1612 Vine Street     |
| David Brian          | 7021 Hollywood Blvd. |
| Lloyd Bridges        | 7065 Hollywood Blvd. |
| Barbara Britton      | 1719 Vine Street     |
| James Brolin         | 7018 Hollywood Blvd. |
| Hillary Brooke       | 6311 Hollywood Blvd. |
| Vanessa Brown        | 6528 Hollywood Blvd. |
| Carol Burnett        | 6439 Hollywood Blvd. |
| George Burns         | 6510 Hollywood Blvd. |
| Mark Burnett         | 6664 Hollywood Blvd. |
| Raymond Burr         | 6656 Hollywood Blvd. |
| Bill Burrud          | 6777 Hollywood Blvd. |
| LeVar Burton         | 7000 Hollywood Blvd. |
| Jerry Buss           | 6801 Hollywood Blvd. |
| Red Buttons          | 1651 Vine Street     |
| Pat Buttram          | 6382 Hollywood Blvd. |
| Spring Byington      | 6231 Hollywood Blvd. |

## C
| Name                 | Adresse              |
| -------------------- | -------------------- |
| Sid Caesar           | 7014 Hollywood Blvd. |
| Rory Calhoun         | 1752 Vine Street     |
| Rod Cameron          | 1720 Vine Street     |
| Stephen J. Cannell   | 7000 Hollywood Blvd. |
| Eddie Cantor         | 1770 Vine Street     |
| Drew Carey           | 6664 Hollywood Blvd. |
| Harry Carey, Jr.     | 6363 Vine Street     |
| Macdonald Carey      | 6536 Hollywood Blvd. |
| Richard Carlson      | 6333 Hollywood Blvd. |
| Hoagy Carmichael     | 1720 Vine Street     |
| Art Carney           | 6627 Hollywood Blvd. |
| David Carradine      | 7021 Hollywood Blvd. |
| Keith Carradine      | 6233 Hollywood Blvd. |
| Leo Carrillo         | 1517 Vine Street     |
| Jack Carson          | 1560 Vine Street     |
| Jeannie Carson       | 1560 Vine Street     |
| Johnny Carson        | 1751 Vine Street     |
| Syd Cassyd           | 7080 Hollywood Blvd. |
| Peggie Castle        | 6266 Hollywood Blvd. |
| Joan Caulfield       | 1500 Vine Street     |
| Bennett Cerf         | 6407 Hollywood Blvd. |
| Stan Chambers        | 6922 Hollywood Blvd. |
| Gower Champion       | 6162 Hollywood Blvd. |
| Marge Champion       | 6282 Hollywood Blvd. |
| Charles Champlin     | 6751 Hollywood Blvd. |
| Carol Channing       | 6233 Hollywood Blvd. |
| Marguerite Chapman   | 6284 Hollywood Blvd. |
| Ilka Chase           | 6751 Hollywood Blvd. |
| Dane Clark           | 6906 Hollywood Blvd. |
| Dick Clark           | Sunset & Vine        |
| Fred Clark           | 1711 Vine Street     |
| Jan Clayton          | 6200 Hollywood Blvd. |
| Imogene Coca         | 6256 Hollywood Blvd. |
| Iron Eyes Cody       | 6655 Hollywood Blvd. |
| Nat King Cole        | 6229 Hollywood Blvd. |
| Gary Collins         | 6922 Hollywood Blvd. |
| Michael Collins      | Hollywood & Vine     |
| Ronald Colman        | 1623 Vine Street     |
| Perry Como           | 6376 Hollywood Blvd. |
| Chuck Connors        | 6838 Hollywood Blvd. |
| Hans Conried         | 6664 Hollywood Blvd. |
| John Conte           | 6119 Hollywood Blvd. |
| Tim Conway           | 6740 Hollywood Blvd. |
| Tom Conway           | 1617 Vine Street     |
| Alistair Cooke       | 1651 Vine Street     |
| Jeanne Cooper        | 1777 Vine Street     |
| Wendell Corey        | 6328 Hollywood Blvd. |
| Don Cornelius        | 7080 Hollywood Blvd. |
| Bill Cosby           | 6930 Hollywood Blvd. |
| Lou Costello         | 6276 Hollywood Blvd. |
| Pierre Cossette      | 6233 Hollywood Blvd. |
| Jerome Cowan         | 6251 Hollywood Blvd. |
| Wally Cox            | 6385 Hollywood Blvd. |
| Terry Crews          | 6201 Hollywood Blvd. |
| Buster Crabbe        | 6901 Hollywood Blvd. |
| Bryan Cranston       | 1717 Vine Street     |
| Broderick Crawford   | 6736 Hollywood Blvd. |
| Scatman Crothers     | 6712 Hollywood Blvd. |
| Bob Crosby           | 6252 Hollywood Blvd. |
| Norm Crosby          | 6560 Hollywood Blvd. |
| Jon Cryer            | 6922 Hollywood Blvd. |
| Xavier Cugat         | 1500 Vine Street     |
| Robert Cummings      | 1718 Vine Street     |
| Kaley Cuoco-Sweeting | 6621 Hollywood Blvd. |
| Courteney Cox        | 6284 Hollywood Blvd. |

## D
| Name            | Adresse              |
| --------------- | -------------------- |
| Cass Daley      | 6301 Hollywood Blvd. |
| John Daly       | 1765 Vine Street     |
| Tyne Daly       | 7065 Hollywood Blvd. |
| Ted Danson      | 7021 Hollywood Blvd. |
| Tony Danza      | 7000 Hollywood Blvd. |
| Ann B. Davis    | 7048 Hollywood Blvd. |
| Bette Davis     | 6335 Hollywood Blvd. |
| Gail Davis      | 6385 Hollywood Blvd. |
| Jim Davis       | 6290 Hollywood Blvd. |
| Dennis Day      | 6646 Hollywood Blvd  |
| Rosemary DeCamp | 1640 Vine Street     |
| Yvonne De Carlo | 6715 Hollywood Blvd. |
| Don DeFore      | 6804 Hollywood Blvd. |
| Ellen DeGeneres | 6270 Hollywood Blvd. |
| Albert Dekker   | 6620 Hollywood Blvd. |
| Richard Denning | 6932 Hollywood Blvd. |
| John Derek      | 6531 Hollywood Blvd. |
| Andy Devine     | 6366 Hollywood Blvd. |
| Danny DeVito    | 6906 Hollywood Blvd. |
| Angie Dickinson | 7000 Hollywood Blvd. |
| Phyllis Diller  | 7001 Hollywood Blvd. |
| Walt Disney     | 6747 Hollywood Blvd. |
| Jimmie Dodd     | 1600 Vine Street     |
| Peter Donald    | 6661 Hollywood Blvd. |
| Brian Donlevy   | 1551 Vine Street     |
| Jack Douglas    | 6740 Hollywood Blvd. |
| Melvyn Douglas  | 6601 Hollywood Blvd. |
| Mike Douglas    | 7001 Hollywood Blvd. |
| Paul Douglas    | 6821 Hollywood Blvd. |
| Cathy Downs     | 6646 Hollywood Blvd. |
| Joanne Dru      | 1708 Vine Street     |
| David Duchovny  | 6508 Hollywood Blvd. |
| Howard Duff     | 1623 Vine Street     |
| Patty Duke      | 7000 Hollywood Blvd. |
| James Dunn      | 7010 Hollywood Blvd. |
| Jerry Dunphy    | 6669 Hollywood Blvd. |
| Dan Duryea      | 6145 Hollywood Blvd. |

## E
| Name          | Adresse              |
| ------------- | -------------------- |
| Barbara Eden  | 7003 Hollywood Blvd. |
| Ralph Edwards | 6262 Hollywood Blvd. |
| Steve Edwards | 6150 Hollywood Blvd. |
| Faye Emerson  | 6689 Hollywood Blvd. |
| Dick Enberg   | 6752 Hollywood Blvd. |
| John Ericson  | 1523 Vine Street     |
| Stuart Erwin  | 6270 Hollywood Blvd. |
| Erik Estrada  | 7021 Hollywood Blvd. |
| Bob Eubanks   | 6712 Hollywood Blvd. |
| Dale Evans    | 1737 Vine Street     |
| Linda Evans   | 6834 Hollywood Blvd. |
| Chad Everett  | 6922 Hollywood Blvd. |

## F
| Name                   | Adresse              |
| ---------------------- | -------------------- |
| Nanette Fabray         | Hollywood Blvd.      |
| Douglas Fairbanks, Jr. | 6661 Hollywood Blvd. |
| Peter Falk             | 6654 Hollywood Blvd. |
| Jinx Falkenburg        | 1500 Vine Street     |
| Chris Farley           | 6366 Hollywood Blvd. |
| Jamie Farr             | 1547 N. Vine Street  |
| Charles Farrell        | 1617 Vine Street     |
| Farrah Fawcett         | 7057 Hollywood Blvd. |
| Frank Faylen           | 6201 Hollywood Blvd. |
| Jon Favreau            | 6840 Hollywood Blvd. |
| Don Fedderson          | 1635 Vine Street     |
| Verna Felton           | 1717 Vine Street     |
| George Fenneman        | 1500 Vine Street     |
| Virginia Field         | 1751 Vine Street     |
| Eddie Fisher           | 1724 Vine Street     |
| Hal Fishman            | 1560 Vine Street     |
| Barry Fitzgerald       | 7001 Hollywood Blvd. |
| Errol Flynn            | 7008 Hollywood Blvd. |
| Nina Foch              | 7021 Hollywood Blvd. |
| Red Foley              | 6300 Hollywood Blvd. |
| Dick Foran             | 1600 Vine Street     |
| June Foray             | 7080 Hollywood Blvd. |
| Scott Forbes           | 1650 Vine Street     |
| Tennessee Ernie Ford   | 6311 Hollywood Blvd. |
| John Forsythe          | 6549 Hollywood Blvd. |
| Jake Formaro           | 6801 Hollywood Blvd. |
| Anne Francis           | 1611 Vine Street     |
| Arlene Francis         | 1734 Vine Street     |
| Don Francisco          | 7018 Hollywood Blvd. |
| Dennis Franz           | 7021 Hollywood Blvd. |
| Charles Fries          | 6819 Hollywood Blvd. |
| Jane Froman            | 1645 Vine Street     |
| Robert Fuller          | 6608 Hollywood Blvd. |
| Simon Fuller           | 6268 Hollywood Blvd. |
| Betty Furness          | 6675 Hollywood Blvd. |

## G
| Name                     | Adresse              |
| ------------------------ | -------------------- |
| Eva Gabor                | 6614 Hollywood Blvd. |
| Zsa Zsa Gabor            | 6915 Hollywood Blvd. |
| Ed Gardner               | 6676 Hollywood Blvd. |
| Beverly Garland          | 6801 Hollywood Blvd. |
| James Garner             | 6927 Hollywood Blvd. |
| Dave Garroway            | 6264 Hollywood Blvd. |
| Bill Geist               | 6850 Hollywood Blvd. |
| David Gerber             | 1637 Vine Street     |
| Leeza Gibbons            | 7021 Hollywood Blvd. |
| Melissa Gilbert          | 6429 Hollywood Blvd. |
| Paul Gilbert             | 6340 Hollywood Blvd. |
| Jackie Gleason           | 6300 Hollywood Blvd. |
| Sharon Gless             | 7065 Hollywood Blvd. |
| The Harlem Globetrotters | 6922 Hollywood Blvd. |
| George Gobel             | 6850 Hollywood Blvd. |
| Arthur Godfrey           | 1559 Vine Street     |
| Leonard Goldberg         | 6901 Hollywood Blvd. |
| Leonard H. Goldenson     | 6834 Hollywood Blvd. |
| Mark Goodson             | 6374 Hollywood Blvd. |
| Kelsey Grammer           | 7021 Hollywood Blvd. |
| Farley Granger           | 1551 Vine Street     |
| Johnny Grant             | 6915 Hollywood Blvd. |
| Fred Gray                | 6801 Hollywood Blvd. |
| Harold Greene            | 6906 Hollywood Blvd. |
| Lorne Greene             | 1559 N. Vine Street  |
| Merv Griffin             | 1541 Vine Street     |
| Andy Griffith            | 6418 Hollywood Blvd. |
| Matt Groening            | 7021 Hollywood Blvd. |
| Robert Guillaume         | 6675 Hollywood Blvd. |

## H
| Name                 | Adresse              |
| -------------------- | -------------------- |
| Reed Hadley          | 6553 Hollywood Blvd. |
| Jean Hagen           | 1560 Vine Street     |
| Dan Haggerty         | 7070 Hollywood Blvd. |
| Don Haggerty         | 6140 Hollywood Blvd. |
| Larry Hagman         | 1560 N. Vine Street  |
| Jester Hairston      | 6161 Hollywood Blvd. |
| Alan Hale junior     | 6653 Hollywood Blvd. |
| Barbara Hale         | 1628 Vine Street     |
| Arsenio Hall         | 6776 Hollywood Blvd. |
| Jon Hall             | 6933 Hollywood Blvd. |
| Monty Hall           | 6801 Hollywood Blvd. |
| Rusty Hamer          | 6323 Hollywood Blvd. |
| Hanna-Barbera        | 6753 Hollywood Blvd. |
| Ann Harding          | 6850 Hollywood Blvd. |
| Cedric Hardwicke     | 6660 Hollywood Blvd. |
| Mariska Hargitay     | 6328 Hollywood Blvd. |
| Mark Harmon          | 6253 Hollywood Blvd. |
| Neil Patrick Harris  | 6243 Hollywood Blvd. |
| Rex Harrison         | 6390 Hollywood Blvd. |
| John Hart            | 6432 Hollywood Blvd. |
| Mary Hart            | 7000 Hollywood Blvd. |
| Mariette Hartley     | 7020 Hollywood Blvd. |
| David Hasselhoff     | 7018 Hollywood Blvd. |
| June Havoc           | 6413 Hollywood Blvd. |
| Bob Hawke            | 6413 Hollywood Blvd. |
| George „Gabby“ Hayes | 1724 Vine Street     |
| Louis Hayward        | 1680 Vine Street     |
| Patricia Heaton      | 6533 Hollywood Blvd. |
| Van Heflin           | 6125 Hollywood Blvd. |
| Hugh Hefner          | 7000 Hollywood Blvd. |
| Horace Heidt         | 6628 Hollywood Blvd. |
| Marg Helgenberger    | 6667 Hollywood Blvd. |
| Florence Henderson   | 7070 Hollywood Blvd. |
| Paul Henreid         | 1720 Vine Street     |
| Jim Henson           | 6631 Hollywood Blvd. |
| Jim Hill             | 6801 Hollywood Blvd. |
| Alfred Hitchcock     | 7013 Hollywood Blvd. |
| Earl Holliman        | 6901 Hollywood Blvd. |
| Celeste Holm         | 6821 Hollywood Blvd. |
| Bob Hope             | 6758 Hollywood Blvd. |
| Miriam Hopkins       | 1716 Vine Street     |
| John Howard          | 6515 Hollywood Blvd. |
| Ron Howard           | 6838 Hollywood Blvd. |
| Felicity Huffman     | 7060 Hollywood Blvd. |
| Warren Hull          | 6135 Hollywood Blvd. |
| Marsha Hunt          | 6658 Hollywood Blvd. |
| Jeffrey Hunter       | 6918 Hollywood Blvd. |
| Kim Hunter           | 1715 Vine Street     |

## I
| Name         | Adresse              |
| ------------ | -------------------- |
| John Ireland | 7021 Hollywood Blvd. |

## J
| Name           | Adresse              |
| -------------- | -------------------- |
| Sherry Jackson | 6324 Hollywood Blvd. |
| Dennis James   | 6753 Hollywood Blvd. |
| David Janssen  | 7011 Hollywood Blvd. |
| Anne Jeffreys  | 1501 Vine Street     |
| Adele Jergens  | 7046 Hollywood Blvd. |
| Ken Jeong      | 1708 Vine Street     |
| Don Johnson    | 7080 Hollywood Blvd. |
| Dick Jones     | 7042 Hollywood Blvd. |
| Gordon Jones   | 1623 Vine Street     |
| Louis Jourdan  | 6445 Hollywood Blvd. |

## K
| Name              | Adresse              |
| ----------------- | -------------------- |
| Boris Karloff     | 6664 Hollywood Blvd. |
| Sammy Kaye        | 6419 Hollywood Blvd. |
| Buster Keaton     | 6321 Hollywood Blvd. |
| William Keene     | 1541 Vine Street     |
| Bob Keeshan       | Sunset & Vine        |
| Brian Keith       | 7021 Hollywood Blvd. |
| Arthur Kennedy    | 1620 Vine Street     |
| Kermit the Frog   | 6801 Hollywood Blvd. |
| Dorothy Kilgallen | 6780 Hollywood Blvd. |
| Jimmy Kimmel      | 6840 Hollywood Blvd. |
| Andrea King       | 1547 Vine Street     |
| Larry King        | 6616 Hollywood Blvd. |
| Peggy King        | 6563 Hollywood Blvd. |
| Joe Kirkwood, Jr. | 1632 Vine Street     |
| Jack Klugman      | 6555 Hollywood Blvd. |
| Ted Knight        | 6673 Hollywood Blvd. |
| Don Knotts        | 7083 Hollywood Blvd. |
| Patric Knowles    | 6542 Hollywood Blvd. |
| Peggy Knudsen     | 6262 Hollywood Blvd. |
| Walter Koenig     | 6679 Hollywood Blvd. |
| Ernie Kovacs      | 6307 Hollywood Blvd. |
| Otto Kruger       | 6331 Hollywood Blvd. |

## L
| Name                | Adresse              |
| ------------------- | -------------------- |
| Frankie Laine       | 1645 Vine Street     |
| Jack LaLanne        | 7000 Hollywood Blvd. |
| Michael Landon      | 1500 N. Vine Street  |
| Klaus Landsberg     | 1500 N. Vine Street  |
| Abbe Lane           | 6385 Hollywood Blvd. |
| Dick Lane           | 6317 Hollywood Blvd. |
| John Langley        | 6667 Hollywood Blvd. |
| Angela Lansbury     | 6259 Hollywood Blvd. |
| Joi Lansing         | 6529 Hollywood Blvd  |
| Julius La Rosa      | 6290 Hollywood Blvd. |
| Glen A. Larson      | 6673 Hollywood Blvd. |
| Peter Lawford       | 6922 Hollywood Blvd. |
| Barbara Lawrence    | 1735 Vine Street     |
| Cloris Leachman     | 6435 Hollywood Blvd. |
| Norman Lear         | 6615 Hollywood Blvd. |
| Michele Lee         | 6363 Hollywood Blvd. |
| Pinky Lee           | 6201 Hollywood Blvd. |
| The Lennon Sisters  | 1500 Vine Street     |
| Jay Leno            | 6780 Hollywood Blvd. |
| Jack Lescoulie      | 6500 Hollywood Blvd. |
| Joan Leslie         | 1560 Vine Street     |
| Jerry Lewis         | 6150 Hollywood Blvd  |
| Robert Q. Lewis     | 1709 Vine Street     |
| Shari Lewis         | 6743 Hollywood Blvd. |
| Eugene Levy         | 7080 Hollywood Blvd. |
| Bill Leyden         | 6136 Hollywood Blvd. |
| Liberace            | 6739 Hollywood Blvd. |
| Kate Linder         | 7021 Hollywood Blvd. |
| Art Linkletter      | 1560 Vine Street     |
| John Lithgow        | 6666 Hollywood Blvd. |
| Rich Little         | 6372 Hollywood Blvd. |
| Gene Lockhart       | 6681 Hollywood Blvd. |
| June Lockhart       | 6362 Hollywood Blvd. |
| Guy Lombardo        | 6353 Hollywood Blvd. |
| George Lopez        | 6801 Hollywood Blvd. |
| Marjorie Lord       | 6317 Hollywood Blvd. |
| Chuck Lorre         | 7021 Hollywood Blvd. |
| Julia Louis-Dreyfus | 6250 Hollywood Blvd. |
| Frank Lovejoy       | 6325 Hollywood Blvd. |
| Edmund Lowe         | 6601 Hollywood Blvd. |
| Susan Lucci         | 6801 Hollywood Blvd. |
| Allen Ludden        | 6743 Hollywood Blvd. |
| Humberto Luna       | 6776 Hollywood Blvd. |
| Ida Lupino          | 1724 Vine Street     |
| John Lupton         | 1713 Vine Street     |
| Jane Lynch          | 6640 Hollywood Blvd. |
| Diana Lynn          | 6350 Hollywood Blvd. |

## M
| Name                            | Adresse              |
| ------------------------------- | -------------------- |
| Gisele MacKenzie                | 1601 Vine Street     |
| Ted Mack                        | 6300 Hollywood Blvd. |
| Barton MacLane                  | 6719 Hollywood Blvd. |
| Guy Madison                     | 6333 Hollywood Blvd. |
| Bill Maher                      | 1634 Vine Street     |
| Lee Majors                      | 6931 Hollywood Blvd. |
| Howie Mandel                    | 6366 Hollywood Blvd. |
| Hal March                       | 6536 Hollywood Blvd. |
| Rose Marie                      | 7083 Hollywood Blvd. |
| Jess Marlow                     | 6420 Hollywood Blvd. |
| Garry Marshall                  | 6838 Hollywood Blvd. |
| Penny Marshall & Cindy Williams | 7021 Hollywood Blvd  |
| Dean Martin                     | 6651 Hollywood Blvd. |
| Peter Mattes                    | 6667 Hollywood Blvd. |
| Tony Martin                     | 1725 Vine Street     |
| Wink Martindale                 | 7018 Hollywood Blvd. |
| Groucho Marx                    | 1734 Vine Street     |
| James Mason                     | 6821 Hollywood Blvd. |
| Raymond Massey                  | 6706 Hollywood Blvd. |
| Virginia Mayo                   | 1751 Vine Street     |
| Irish McCalla                   | 1720 Vine Street     |
| Mercedes McCambridge            | 6243 Hollywood Blvd. |
| Doug McClure                    | 7065 Hollywood Blvd. |
| Larry McCormick                 | 6420 Hollywood Blvd. |
| Tex McCrary                     | 1628 Vine Street     |
| Roddy McDowall                  | 6632 Hollywood Blvd. |
| Charles McGraw                  | 6927 Hollywood Blvd. |
| Ed McMahon                      | 7000 Hollywood Blvd. |
| Vince McMahon                   | 6801 Hollywood Blvd. |
| Audrey Meadows                  | 6100 Hollywood Blvd. |
| Johnny Mercer                   | 1628 Vine Street     |
| Al Michaels                     | 6633 Hollywood Blvd. |
| Lorne Michaels                  | 6627 Hollywood Blvd. |
| David Milch                     | 6840 Hollywood Blvd. |
| Vera Miles                      | 1652 Vine Street     |
| Ray Milland                     | 1634 Vine Street     |
| Bob Miller                      | 6763 Hollywood Blvd. |
| Marvin Miller                   | 6101 Hollywood Blvd. |
| Thomas Mitchell                 | 6100 Hollywood Blvd. |
| Ricardo Montalbán               | 7021 Hollywood Blvd. |
| George Montgomery               | 6301 Hollywood Blvd. |
| Robert Montgomery               | 1631 Vine Street     |
| Clayton Moore                   | 6914 Hollywood Blvd. |
| Del Moore                       | 6405 Hollywood Blvd. |
| Garry Moore                     | 1680 Vine Street     |
| Mary Tyler Moore                | 7021 Hollywood Blvd. |
| Jerry Moss                      | 6933 Hollywood Blvd. |
| Richard Mulligan                | 6777 Hollywood Blvd. |
| Jan Murray                      | 6153 Hollywood Blvd. |

## N
| Name             | Adresse              |
| ---------------- | -------------------- |
| Conrad Nagel     | 1752 Vine Street     |
| Stu Nahan        | 6549 Hollywood Blvd. |
| J. Carrol Naish  | 6145 Hollywood Blvd. |
| Ogden Nash       | 6264 Hollywood Blvd. |
| Barry Nelson     | 6259 Hollywood Blvd. |
| David Nelson     | 1501 Vine Street     |
| Harriet Nelson   | 6821 Hollywood Blvd. |
| Ozzie Nelson     | 6555 Hollywood Blvd. |
| Bob Newhart      | 6381 Hollywood Blvd. |
| Nichelle Nichols | 6633 Hollywood Blvd. |
| David Niven      | 1623 Vine Street     |
| Lloyd Nolan      | 1752 Vine Street     |

## O
| Name             | Adresse              |
| ---------------- | -------------------- |
| Hugh O’Brian     | 6613 Hollywood Blvd. |
| Edmond O’Brien   | 6523 Hollywood Blvd. |
| Margaret O’Brien | 1634 Vine Street     |
| Pat O’Brien      | 6240 Hollywood Blvd. |
| Dr. Mehmet Oz    | 6201 Hollywood Blvd. |
| Donald O’Connor  | 7021 Hollywood Blvd. |
| Ed O’Neill       | 7021 Hollywood Blvd. |
| Robert Osborne   | 1617 Vine Street.    |
| Michael O’Shea   | 1680 Vine Street     |

## P
| Name              | Adresse              |
| ----------------- | -------------------- |
| Jack Paar         | 6212 Hollywood Blvd. |
| Jack Palance      | 6608 Hollywood Blvd. |
| Lilli Palmer      | 7013 Hollywood Blvd. |
| Jim Parsons       | 6533 Hollywood Blvd. |
| John Payne        | 6687 Hollywood Blvd. |
| Harold Peary      | 1719 Vine Street     |
| Anthony Perkins   | 6821 Hollywood Blvd. |
| Gigi Perreau      | 6212 Hollywood Blvd. |
| William Petersen  | 6667 Hollywood Blvd. |
| Regis Philbin     | 6834 Hollywood Blvd. |
| Suzanne Pleshette | 6751 Hollywood Blvd. |
| Dick Powell       | 6745 Hollywood Blvd. |
| Mala Powers       | 6360 Hollywood Blvd. |
| Stefanie Powers   | 6776 Hollywood Blvd. |
| Vincent Price     | 6501 Hollywood Blvd. |
| Freddie Prinze    | 6755 Hollywood Blvd. |
| Jon Provost       | 7080 Hollywood Blvd. |
| George Putnam     | 6374 Hollywood Blvd. |

## R
| Name                      | Adresse              |
| ------------------------- | -------------------- |
| Gilda Radner              | 6801 Hollywood Blvd. |
| George Raft               | 1500 Vine Street     |
| Basil Rathbone            | 6915 Hollywood Blvd. |
| Martha Raye               | 6547 Hollywood Blvd. |
| Gene Raymond              | 1708 Vine Street     |
| Ronald Reagan             | 6374 Hollywood Blvd. |
| Della Reese               | 7060 Hollywood Blvd. |
| George Reeves             | 6709 Hollywood Blvd. |
| Carl Reiner               | 6421 Hollywood Blvd. |
| Duncan Renaldo            | 1680 Vine Street     |
| Marjorie Reynolds         | 1525 Vine Street     |
| John Ritter               | 6631 Hollywood Blvd. |
| Joan Rivers               | 7000 Hollywood Blvd. |
| Doris Roberts             | 7021 Hollywood Blvd. |
| Dale Robertson            | 6500 Hollywood Blvd. |
| Chris Rock                | 7021 Hollywood Blvd. |
| Gene Roddenberry          | 6683 Hollywood Blvd. |
| Fred Rogers               | 6600 Hollywood Blvd. |
| Roy Rogers                | 1620 Vine Street     |
| Wayne Rogers              | 7018 Hollywood Blvd. |
| Ruth Roman                | 6672 Hollywood Blvd. |
| Cesar Romero              | 1719 Vine Street     |
| Mickey Rooney             | 6541 Hollywood Blvd  |
| Marion Ross               | 6420 Hollywood Blvd. |
| Dan Rowan und Dick Martin | 7080 Hollywood Blvd. |
| Henry Rowland             | 6328 Hollywood Blvd. |
| Evelyn Rudie              | 6800 Hollywood Blvd. |
| Charles Ruggles           | 1630 Vine Street     |
| Rugrats                   | 6600 Hollywood Blvd. |
| Ann Rutherford            | 6333 Hollywood Blvd. |

## S
| Name                         | Adresse              |
| ---------------------------- | -------------------- |
| Katey Sagal                  | 7021 Hollywood Blvd. |
| Eva Marie Saint              | 6730 Hollywood Blvd. |
| Susan Saint James            | 1645 Vine Street     |
| Pat Sajak                    | 6200 Hollywood Blvd. |
| Soupy Sales                  | 7000 Hollywood Blvd. |
| George Sanders               | 7007 Hollywood Blvd. |
| Isabel Sanford               | 7080 Hollywood Blvd. |
| Cristina Saralegui           | 7060 Hollywood Blvd. |
| George Schlatter             | 7000 Hollywood Blvd. |
| Charles M. Schulz            | 7021 Hollywood Blvd. |
| Sherwood Schwartz            | 6541 Hollywood Blvd. |
| Kyra Sedgwick                | 6356 Hollywood Blvd. |
| Tom Selleck                  | 6925 Hollywood Blvd. |
| Rod Serling                  | 6840 Hollywood Blvd. |
| Jane Seymour                 | 700 Hollywood Blvd.  |
| William Shatner              | 6901 Hollywood Blvd. |
| Judith Sheindlin             | 7065 Hollywood Blvd. |
| Sidney Sheldon               | 6739 Hollywood Blvd. |
| Cybill Shepherd              | 7000 Hollywood Blvd. |
| Bobby Sherwood               | 1625 Vine Street     |
| Dinah Shore                  | 6916 Hollywood Blvd. |
| Jay Silverheels              | 6538 Hollywood Blvd. |
| Phil Silvers                 | 6370 Hollywood Blvd. |
| The Simpsons                 | 7021 Hollywood Blvd. |
| Frank Sinatra                | 6538 Hollywood Blvd. |
| Red Skelton                  | 6650 Hollywood Blvd. |
| Everett Sloane               | 6254 Hollywood Blvd. |
| Jaclyn Smith                 | 7000 Hollywood Blvd. |
| The Smothers Brothers        | 6555 Hollywood Blvd. |
| Suzanne Somers               | 7018 Hollywood Blvd. |
| Sonny & Cher                 | 7018 Hollywood Blvd. |
| Ann Sothern                  | 1634 Vine Street     |
| Aaron Spelling               | 6667 Hollywood Blvd. |
| Jo Stafford                  | 6270 Hollywood Blvd. |
| John Stamos                  | 7021 Hollywood Blvd. |
| Robert Sterling              | 1709 Vine Street     |
| Connie Stevens               | 6249 Hollywood Blvd. |
| Mark Stevens                 | 6637 Hollywood Blvd. |
| Jerry Stiller und Anne Meara | 7018 Hollywood Blvd. |
| Gale Storm                   | 1680 Vine Street     |
| Bill Stout                   | 1500 Vine Street     |
| Barry Sullivan               | 1500 Vine Street     |
| Ed Sullivan                  | 6101 Hollywood Blvd. |
| Kiefer Sutherland            | 7024 Hollywood Blvd. |
| Gloria Swanson               | 6750 Hollywood Blvd. |
| Loretta Swit                 | 6240 Hollywood Blvd. |

## T
| Name               | Adresse              |
| ------------------ | -------------------- |
| George Takei       | 6681 Hollywood Blvd. |
| Kent Taylor        | 6818 Hollywood Blvd. |
| Ruth Ashton Taylor | 1540 Vine Street     |
| John Tesh          | 7021 Hollywood Blvd. |
| Danny Thomas       | 6901 Hollywood Blvd. |
| Marlo Thomas       | 6904 Hollywood Blvd. |
| Fred Travalena     | 7018 Hollywood Blvd. |
| Alex Trebek        | 6501 Hollywood Blvd. |
| Ernest Truex       | 6721 Hollywood Blvd. |
| Donald Trump       | 6801 Hollywood Blvd. |
| Lurene Tuttle      | 7011 Hollywood Blvd. |

## U
| Name         | Adresse              |
| ------------ | -------------------- |
| Robert Urich | 7083 Hollywood Blvd. |

## V
| Name            | Adresse              |
| --------------- | -------------------- |
| Dick Van Dyke   | 7021 Hollywood Blvd. |
| Dick Van Patten | 1541 N. Vine Street  |
| Vivian Vance    | 7000 Hollywood Blvd. |
| Elena Verdugo   | 1709 Vine Street     |

## W
| Name                 | Adresse              |
| -------------------- | -------------------- |
| Lindsay Wagner       | 6767 Hollywood Blvd. |
| Robert Wagner        | 7001 Hollywood Blvd. |
| Clint Walker         | 1505 Vine Street     |
| Mike Wallace         | 6263 Hollywood Blvd. |
| Barbara Walters      | 6801 Hollywood Blvd. |
| Joseph Albert Wapner | 6922 Hollywood Blvd. |
| Jay Ward             | 7080 Hollywood Blvd. |
| Fred Waring          | 1751 Vine Street     |
| Dennis Weaver        | 6822 Hollywood Blvd. |
| Jack Webb            | 6278 Hollywood Blvd. |
| Richard Webb         | 7059 Hollywood Blvd. |
| Johnny Weissmüller   | 6541 Hollywood Blvd. |
| Lawrence Welk        | 1601 Vine Street     |
| John Wells           | 6533 Hollywood Blvd. |
| Bill Welsh           | 6362 Hollywood Blvd. |
| Betty White          | 6747 Hollywood Blvd. |
| Vanna White          | 7018 Hollywood Blvd. |
| Barbara Whiting      | 6443 Hollywood Blvd. |
| James Whitmore       | 6611 Hollywood Blvd  |
| Bill Williams        | 6145 Hollywood Blvd. |
| Dave Willock         | 6358 Hollywood Blvd. |
| Marie Wilson         | 6765 Hollywood Blvd. |
| Paul Winchell        | 6333 Hollywood Blvd. |
| Walter Winchell      | 1645 Vine Street     |
| Henry Winkler        | 623 Hollywood Blvd.  |
| Jonathan Winters     | 6290 Hollywood Blvd. |
| Dick Wolf            | 7040 Hollywood Blvd. |
| Ming-Na Wen          | 6840 Hollywood Blvd. |
| David L. Wolper      | Sunset & Vine        |
| Donald Woods         | 6260 Hollywood Blvd. |
| Teresa Wright        | 6405 Hollywood Blvd. |
| Jane Wyatt           | 6350 Hollywood Blvd. |
| Jane Wyman           | 1620 Vine Street     |
| Ed Wynn              | 6426 Hollywood Blvd. |
| Keenan Wynn          | 1515 Vine Street     |

## Y
| Name          | Adresse              |
| ------------- | -------------------- |
| Gig Young     | 6821 Hollywood Blvd. |
| Loretta Young | 6135 Hollywood Blvd. |
| Robert Young  | 6360 Hollywood Blvd. |
| Roland Young  | 6315 Hollywood Blvd. |

## Z
| Name                 | Adresse              |
| -------------------- | -------------------- |
| Florian ZaBach       | 6505 Hollywood Blvd. |
| Efrem Zimbalist, Jr. | 7095 Hollywood Blvd. |